# Muzeum w Chorzowie
Oddział Historii Miasta i Regionu, Muzeum Hutnictwa w Chorzowie (dawniej Muzeum w Chorzowie) – instytucja muzealna, w której gromadzone są zabytki historyczne oraz etnograficzne związane z Chorzowem oraz Górnym Śląskiem.

## Historia powstania
Muzeum powołano w 1925 roku celem gromadzenia pamiątek z terenów ziemi bytomskiej, które zostały przyłączone do Polski. Powstanie Muzeum w Chorzowie wiąże się z historią, która ukazuje relacje wspólnotowe pomiędzy górnośląskimi miastami. Powstało bowiem z połączenia działalności muzeów w Bytomiu i Świętochłowicach. Podstawę kolekcji stanowiły wtedy zbiory historyczno-etnograficzne zgromadzone przez Łukasza i Stanisława Wallisów. Muzeum otwarto 13 grudnia 1935 r. i wówczas funkcjonowało jako Muzeum Ziemi Bytomskiej w pomieszczeniach szkoły przy ulicy gen. Henryka Dąbrowskiego 53. W trakcie II wojny światowej zawiesiło działalność, by ją wznowić w lutym 1945 r. Wówczas funkcjonowało w budynku przy ulicy Sienkiewicza 3. Od 1950 r. instytucja funkcjonuje pod obecną nazwą, a od 31 stycznia 1959 r. placówka mieści się przy ulicy Powstańców 25. W roku 1961 zakupiono pierwsze współczesne dzieła sztuki, co dało początek konsekwentnemu dokumentowaniu tematyki związanej z przemysłem i życiem codziennym na Górnym Śląsku w sztuce. Od roku 1991 Muzeum w Chorzowie stanowiło samorządową instytucję kultury. Od 1 stycznia 2022 roku muzeum stało się Oddziałem Historii Miasta i Regionu, Muzeum Hutnictwa w Chorzowie.